# بومة بلقاء
البومة البلقاء (الاسم العلمي: Strix nigrolineata) هي نوع من البوميات ومن فصيلة البوم الحقيقي تعيش في أمريكا اللاتينية، وتتميز بلون جناحيها الأسود وجسمها المخطط باللونين الأبيض والأسود وبلون منقارها الأصفر.